# Vulkan (API)
Vulkan – niskopoziomowe, wieloplatformowe API wspomagające tworzenie grafiki 3D, opracowane przez Khronos Group.
Ten interfejs programistyczny, zwany również platformą renderującą, oparty jest na elementach AMD Mantle API. Podobnie jak OpenGL, Vulkan celuje w rynek  aplikacji 3D takich jak np. gry komputerowe.

## Opis API
Vulkan oferuje niższy narzut sterownika (ang. overhead), większą kontrolę nad kartą graficzną oraz niższe obciążenie procesora graficznego przy tych samych zadaniach jak jego poprzednik – OpenGL.
Cechy biblioteki:
- Vulkan API jest dopasowane do kart graficznych z segmentu „high-end”, jak również do modułów graficznych obecnych w telefonach komórkowych (OpenGL posiada specjalny podzbiór API dla telefonów komórkowych o nazwie OpenGL ES, który jest alternatywą w urządzeniach obsługujących Vulkan API).
- W przeciwieństwie do rozwiązania firmy Microsoft, czyli DirectX, Vulkan jest dostępny w wielu systemach operacyjnych; podobnie jak OpenGL, Vulkan API nie jest przypisany do pojedynczego systemu operacyjnego lub urządzenia. W dniu wydania Vulkan działał na Windows 7, Windows 8, Windows 10, Linux, Tizen, Android
- Ma obniżony narzut sterownika, czyli wymaga mniejszej mocy obliczeniowej procesora głównego do wykonania tych samych zadań obsługi wywołań funkcji.
- Zawiera lepsze skalowanie na wielordzeniowych procesorach. (Direct3D 11 i OpenGL 4 były zaprojektowane początkowo do użycia z procesorami 1-rdzeniowymi i dopiero w późniejszym czasie  zostały zmodyfikowane tak, aby mogły być używane z procesorami wielordzeniowymi. Jednak nawet wtedy to dostosowane API zwykle nie skaluje się zbyt dobrze na procesorach wielordzeniowych).
- Zunifikowana obsługa kerneli obliczeniowych i graficznych shaderów; eliminuje potrzebę użycia osobnego API obliczeniowego w połączeniu z graficznym API.

| OpenGL                                                       | Vulkan[4] |
| ------------------------------------------------------------ | --- |
| maszyna stanu z jednym globalnym stanem                      | oparty na obiektach, bez globalnego stanu                                                                        |
| stan jest powiązany z pojedynczym kontekstem                 | wszystkie stany są zlokalizowane w buforze komend                                                                |
| pamięć karty graficznej i synchronizacja są zazwyczaj ukryte | bezpośrednia kontrola nad pamięcią karty graficznej i synchronizacją                                             |
| obszerne sprawdzanie błędów                                  | sterowniki Vulkan nie wykonują sprawdzania błędów; istnieje warstwa sprawdzająca błędy dostępna dla programistów |

## Oprogramowanie, które obsługuje Vulkan

### Gry komputerowe
- Ashes of the Singularity: Escalation – obsługa Vulkan została dodana w sierpniu 2017
- The Talos Principle – pierwsza gra z obsługą Vulkan
- Dota 2 – obsługa Vulkan dodana w maju 2016
- Doom – obsługa Vulkan dodana w lipcu 2016
- Mad Max – w marcu 2017 twórcy dodali obsługę bibliotek w wersji gry na Linuksa
- Quake III Arena Kenny Edition – modyfikacja Quake’a III dodająca obsługę Vulkan w maju 2017
- vkDoom3 – port Dooma 3 BFG wydany w sierpniu 2017
- vkQuake – port Quake’a na platformę renderującą Vulkan wydany w lipcu 2016
- vkQuake2 – port Quake’a 2 na platformę renderującą Vulkan wydany w grudniu 2018
- Wolfenstein II: The New Colossus – obsługa Vulkan dodana w październiku 2017
- No Man’s Sky – obsługa dodana w sierpniu 2019
- Red Dead Redemption 2 – obsługa w dniu premiery gry na PC w listopadzie 2019[5]
- Tom Clancy’s Rainbow Six Siege – obsługa dodana w 2019 roku
- Transport Fever 2 - obsługa dodana w 2021 roku
- Rage 2
- Baldur's Gate 3[potrzebny przypis]

### Silniki gier
- Source 2 – obsługa Vulkan dodana w maju 2016
- Serious Engine 4 – obsługa Vulkan dodana w lutym 2016
- Unreal Engine 4 – obsługa Vulkan dodana w lutym 2016
- id Tech 6 – obsługa Vulkan dodana w lipcu 2016
- Unity – obsługa Vulkan od wersji 5.6, dodana w grudniu 2016
- Xenko – obsługa Vulkan dodana w lipcu 2016
- Intrinsic – darmowy silnik 3D oparty na Vulkanie, został opublikowany na GitHubie
- Banshee 3D – darmowy silnik 3D oparty na Vulkanie
- CryEngine – obsługa Vulkan od wersji 5.4
- Flax Engine – obsługa Vulkan dodana w kwietniu 2019[6]
- Rockstar Advanced Game Engine – obsługę bibliotek dodano wraz z premierą Red Dead Redemption 2[7]

### Emulatory
- Cemu – emulator Wii U
- Dolphin – emulator Wii
- RPCS3 – emulator PS3
- Xenia – emulator Xbox 360
- Yuzu – emulator Nintendo Switch
- PPSSPP - emulator PlayStation Portable

### Narzędzia programistyczne
GPU PerfStudio 3.6 obsługuje Vulkan pod Windowsem i Linuksem.